# Kitêba Cilwe
 

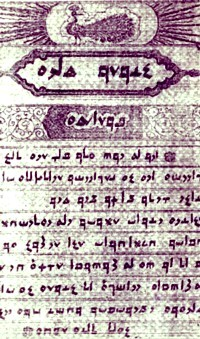

Le Kitêba Cilwe, ou Livre des révélations est, avec le Mechef Rech (ou Mishefa Reş, le « Livre Noir »), l'un des deux livres saints du Yézidisme.